# Biert
Biert település Franciaországban, Ariège megyében. Lakosainak száma 307 fő (2022. január 1.). Biert Aleu, Boussenac, Ercé, Esplas-de-Sérou, Massat, Rivèrenert és Soulan községekkel határos.

## Népesség
A település népességének változása:
| Lakosok száma | 334  | 243  | 286  | 292  | 310  | 311  | 316  | 317  | 315  | 307  |
|               | 1968 | 1982 | 1990 | 2006 | 2013 | 2015 | 2017 | 2019 | 2020 | 2022 |